# Deep Space Atomic Clock
O Relógio Atômico do Espaço Profundo (DSAC) é um relógio atômico de íon de mercúrio miniaturizado e ultra-preciso para navegação de rádio precisa no espaço sidera. DSAC é orden de magnitude mais estável que os relógios de navegação existentes e foi refinado para limitar a deriva de não mais de 1 nanossegundo em 10 dias.  Espera-se que um DSAC incorra no máximo 1 microssegundo de erro em 10 anos de operações.  O Deep Space Atomic Clock foi ativado em 23 de agosto de 2019, de acordo com a NASA. Ele pode abrir o caminho para viagens espaciais autônomas.